# Wroników (Stary Garbów)
Wroników – część wsi Stary Garbów w Polsce, położona w województwie świętokrzyskim, w powiecie sandomierskim, w gminie Dwikozy.
W latach 1975–1998 Wroników administracyjnie należał do województwa tarnobrzeskiego.